# E.M.D.
E.M.D. – szwedzki zespół muzyczny, założony w 2007. Nazwa formacji wywodzi się od pierwszych liter imion jego założycieli: Erika, Mattiasa i Danny’ego. Zespół rozpadł się w 2010.

## Historia
Segerstedt i Saucedo zaprzyjaźnili się w 2006, podczas nagrań do programu i już wtedy wpadli na pomysł założenia zespołu. Chociaż po Idolu obaj poświęcili się nagrywaniu solowych albumów, nie zapomnieli o wspólnym projekcie. Początkowo występowali we dwóch, ale szybko doszli do wniosku, że zespołowi przydałby się trzeci wokal. Postanowili poszukać go wśród uczestników kolejnej edycji Idola; do E.M.D. dołączył Andréasson.
W grudniu 2007 wydali debiutancki singiel „All For Love”. Piosenka dotarła do 1. miejsca szwedzkiej listy przebojów i utrzymała się na szczycie notowania przez sześć tygodni. Za singiel zdobyli status platynowej płyty w kraju. Następnie wydali singiel „Jennie Let Me Love You”, który dotarł do 1. miejsca krajowej listy przebojów i utrzymał się na szczycie przez pięć tygodni. Dzięki utworowi wygrali w głosowaniu publiczności szwedzkiego odpowiednika nagrody Grammy w kategorii „Piosenka roku 2008”.
W maju 2008 wydali debiutancki album studyjny, zatytułowany A State of Mind. Wiosną 2009 wydali reedycję płyty, wzbogaconą o kilka nowych piosenek, w tym singiel „Baby Goodbye”, z którym startowali w programie Melodifestivalen 2009, wyłaniającym reprezentanta Szwecji w 54. Konkursie Piosenki Eurowizji. W finale selekcji zajęli 3. miejsce. 22 sierpnia 2009 wystąpili z piosenką „Jennie Let Me Love You” w konkursie o Bursztynowego Słowika i Słowika Publiczności na Sopot Festival 2009. Nie zdobyli żadnej ze statuetek. Jesienią wydali singiel „Alone”.

## Dyskografia

### Albumy
- A State of Mind – Szwecja: 14 maja 2008
- A State of Mind (Deluxe Version) – Szwecja: 18 marca 2009 (Polska: 14 września 2009)
- Välkommen Hem – Szwecja: 9 listopada 2009
- Rewind – Szwecja: 25 sierpnia 2010 (Polska: 28 lutego 2011)

### Single
- „All For Love” – Szwecja: 12 grudnia 2007
- „Jennie Let Me Love You” – Szwecja: 2 kwietnia 2008 (Polska: 6 lipca 2009)
- „Alone” – Szwecja: 17 września 2008 (Polska: 5 października 2009)
- „Baby Goodbye” – Szwecja: 4 marca 2009
- „Youngblood” – Szwecja: 15 maja 2009
- „Välkommen Hem” – Szwecja: 13 listopada 2009
- „Save Tonight” – Szwecja: 24 maja 2010